# Brachycythara
Brachycythara is een geslacht van weekdieren uit de klasse van de Gastropoda (slakken).

## Soorten
- Brachycythara alba (C. B. Adams, 1850)
- Brachycythara barbarae Lyons, 1972
- Brachycythara biconica (C. B. Adams, 1850)
- Brachycythara brevis (C. B. Adams, 1850)
- Brachycythara galae Fargo, 1953
- Brachycythara multicincta Rolán & Espinosa, 1999
- Brachycythara nanodes (Melvill, 1923)